# Grande Prêmio de Mônaco de 2014
O Grande Prêmio de Mônaco de 2014 (formalmente denominado  2014 Formula 1 Grand Prix de Monaco) foi uma corrida realizada no Circuito de Monte Carlo, em Mônaco, em 25 de maio de 2014. Foi a sexta corrida da Temporada de Fórmula 1 de 2014. Teve como vencedor o alemão Nico Rosberg, da Mercedes, sendo sua quinta vitória, a segunda seguida em Monte Carlo. O inglês Lewis Hamilton, também da Mercedes, terminou em segundo, e o australiano Daniel Ricciardo, da Red Bull, fechou o pódio.

## Pneus
| Nome do composto | Cor      | Cor | Banda de rolamento | Condições de condução         | Dry Type*    | Aderência      | Longevidade   |
| ---------------- | -------- | --- | ------------------ | ----------------------------- | ------------ | -------------- | ------------- |
| Super Macio      | Vermelho |     | Slick              | Seco                          | Option       | Mais aderência | Menos durável |
| Macio            | Amarelo  |     | Slick              | Seco                          | Prime/Option | Médio          | Médio         |
| Intermediário    | Verde    |     | Sulcos             | Molhado (água não estagnante) | x            | x              | x             |
| Chuva            | Azul     |     | Sulcos             | Molhado (água estagnante)     | x            | x              | x             |

## Resultados

### Treino Classificatório
| Pos.                     | Nu. | Piloto            | Construtor           | Q1       | Q2       | Q3       | Grid |
| ------------------------ | --- | ----------------- | -------------------- | -------- | -------- | -------- | ---- |
| 1                        | 6   | Nico Rosberg      | Mercedes             | 1:17:678 | 1:16:465 | 1:15:989 | 1    |
| 2                        | 44  | Lewis Hamilton    | Mercedes             | 1:17:823 | 1:16:354 | 1:16:048 | 2    |
| 3                        | 3   | Daniel Ricciardo  | Red Bull-Renault     | 1:17:900 | 1:17:233 | 1:16:384 | 3    |
| 4                        | 1   | Sebastian Vettel  | Red Bull-Renault     | 1:18:383 | 1:17:074 | 1:16:686 | 4    |
| 5                        | 14  | Fernando Alonso   | Ferrari              | 1:17:853 | 1:17:200 | 1:16:686 | 5    |
| 6                        | 7   | Kimi Räikkönen    | Ferrari              | 1:17:902 | 1:17:398 | 1:17:389 | 6    |
| 7                        | 25  | Jean-Éric Vergne  | Toro Rosso-Renault   | 1:17:557 | 1:17:657 | 1:17:540 | 7    |
| 8                        | 20  | Kevin Magnussen   | McLaren-Mercedes     | 1:17:978 | 1:17:609 | 1:17:555 | 8    |
| 9                        | 26  | Daniil Kvyat      | Toro Rosso-Renault   | 1:18:616 | 1:17:594 | 1:18:090 | 9    |
| 10                       | 11  | Sergio Pérez      | Force India-Mercedes | 1:18:108 | 1:17:755 | 1:18:327 | 10   |
| 11                       | 11  | Nico Hülkenberg   | Force India-Mercedes | 1:18:432 | 1:17:846 |          | 11   |
| 12                       | 22  | Jenson Button     | McLaren-Mercedes     | 1:17:890 | 1:17:988 |          | 12   |
| 13                       | 77  | Valtteri Bottas   | Williams-Mercedes    | 1:18:407 | 1:18:082 |          | 13   |
| 14                       | 8   | Romain Grosjean   | Lotus-Renault        | 1:18:335 | 1:18:356 |          | 14   |
| 15                       | 13  | Pastor Maldonado  | Lotus-Renault        | 1:18:585 | 1:18:356 |          | 15   |
| 16                       | 19  | Felipe Massa*     | Williams-Mercedes    | 1:18:209 | No Time  |          | 16   |
| 17                       | 21  | Esteban Gutiérrez | Sauber-Ferrari       | 1:18:741 |          |          | 17   |
| 18                       | 99  | Adrian Sutil      | Sauber-Ferrari       | 1:18:745 |          |          | 18   |
| 19                       | 17  | Jules Bianchi     | Marussia-Ferrari     | 1:19:932 |          |          | 19   |
| 20                       | 4   | Max Chilton       | Marussia-Ferrari     | 1:19:928 |          |          | 20   |
| 21                       | 10  | Kamui Kobayashi   | Caterham-Renault     | 1:20:133 |          |          | 21   |
| 22                       | 9   | Marcus Ericsson   | Caterham-Renault     | 1:21:032 |          |          | 22   |
| Tempo dos 107%: 1:22.985 |     |                   |                      |          |          |          |      |

Notas
- No fim do Q1, ocorreu um incidente entre Felipe Massa (Williams) e Marcus Ericsson (Caterham).  Felipe Massa vinha em uma volta de desaceleração. Enquanto isso, Marcus Ericsson, em volta rápida, se aproximava. O brasileiro deixou a porta aberta para o sueco passar, mas o piloto sueco se precipitou acertando Felipe Massa. Sem conseguir trazer o carro para os boxes, Felipe Massa - mesmo avançando ao Q2 com o 10º tempo - não pôde participar do restante do treino e largará em 16°.[4]

### Corrida
| Pos. | Nu. | Piloto            | Construtor           | Voltas | Tempo/Retirado         | Grid | Pontos |
| ---- | --- | ----------------- | -------------------- | ------ | ---------------------- | ---- | ------ |
| 1    | 6   | Nico Rosberg      | Mercedes             | 78     | 1:49:27.661            | 1    | 25     |
| 2    | 44  | Lewis Hamilton    | Mercedes             | 78     | +9.210                 | 2    | 18     |
| 3    | 3   | Daniel Ricciardo  | Red Bull-Renault     | 78     | +9.614                 | 3    | 15     |
| 4    | 14  | Fernando Alonso   | Ferrari              | 78     | +32.452                | 5    | 12     |
| 5    | 27  | Nico Hülkenberg   | Force India-Mercedes | 77     | +1 volta               | 11   | 10     |
| 6    | 22  | Jenson Button     | McLaren-Mercedes     | 77     | +1 volta               | 12   | 8      |
| 7    | 19  | Felipe Massa      | Williams-Mercedes    | 77     | +1 volta               | 16   | 6      |
| 8    | 8   | Romain Grosjean   | Lotus-Renault        | 77     | +1 volta               | 14   | 4      |
| 9    | 17  | Jules Bianchi     | Marussia-Ferrari     | 77     | +1 volta               | 21   | 2      |
| 10   | 20  | Kevin Magnussen   | McLaren-Mercedes     | 77     | +1 volta               | 8    | 1      |
| 11   | 9   | Marcus Ericsson   | Caterham-Renault     | 77     | +1 volta               | 22   |        |
| 12   | 7   | Kimi Räikkönen    | Ferrari              | 77     | +1 volta               | 6    |        |
| 13   | 10  | Kamui Kobayashi   | Caterham-Renault     | 75     | +3 voltas              | 20   |        |
| 14   | 4   | Max Chilton       | Marussia-Ferrari     | 75     | +3 voltas              | 19   |        |
| Ret  | 21  | Esteban Gutiérrez | Sauber-Ferrari       | 59     | Batida                 | 17   |        |
| Ret  | 77  | Valtteri Bottas   | Williams-Mercedes    | 55     | Motor                  | 13   |        |
| Ret  | 25  | Jean-Éric Vergne  | Toro Rosso-Renault   | 51     | Escapamento            | 7    |        |
| Ret  | 99  | Adrian Sutil      | Sauber-Ferrari       | 22     | Batida                 | 18   |        |
| Ret  | 26  | Daniil Kvyat      | Toro Rosso-Renault   | 10     | Escapamento            | 9    |        |
| Ret  | 1   | Sebastian Vettel  | Red Bull-Renault     | 5      | Motor                  | 4    |        |
| Ret  | 11  | Sergio Pérez      | Force India-Mercedes | 0      | Acidente               | 10   |        |
| NL   | 13  | Pastor Maldonado* | Lotus-Renault        | 0      | Sistema de Combustível | 15   |        |

## Volta de Liderança
- Nico Rosberg : 78 (1-78)

## Curiosidade
- Foi o primeiro e único dois pontos da carreira de Jules Bianchi e da história da Marussia. O francês terminou a corrida em oitavo lugar, mas levou uma punição de cinco segundos por alinhar de forma errada no grid, caindo para a nona posição.[5]
- Primeiro abandono de Daniil Kvyat na carreira.
- Pastor Maldonado foi autorizado a largar,mas um problema na volta de aquecimento (sistema da gasolina) o tirou da corrida

## Tabela do campeonato após a corrida
Observe que somente as cinco primeiras posições estão incluídas na tabela.
| Pos | Piloto           | Pontos | Var     |
| --- | ---------------- | ------ | ------- |
| 1   | Nico Rosberg     | 122    | 1       |
| 2   | Lewis Hamilton   | 118    | 1       |
| 3   | Fernando Alonso  | 61     | Estável |
| 4   | Daniel Ricciardo | 51     | 1       |
| 5   | Nico Hülkenberg  | 47     | 1       |

| Pos | Construtor           | Pontos | Var     |
| --- | -------------------- | ------ | ------- |
| 1   | Mercedes             | 240    | Estável |
| 2   | Red Bull-Renault     | 99     | Estável |
| 3   | Ferrari              | 78     | Estável |
| 4   | Force India-Mercedes | 67     | Estável |
| 5   | McLaren-Mercedes     | 52     | 1       |